# Zaid Hearst
 Zaid Hearst (14 de febrero de 1993, Silver Spring, Maryland), es un baloncestista americano que posee la nacionalidad nigeriana y juega en la posición de base y escolta en las filas del CB Zamora de Primera FEB. Es internacional por la Selección de baloncesto de Nigeria.

## Carrera deportiva

### Universidad
En su etapa universitaria jugó en el Quinnipiac Bobcats de la NCAA. Allí promedió 18 puntos, 6 rebotes y 2,5 asistencias en 30 partidos jugados.

### Profesional
En noviembre de 2015, refuerza al Oviedo Unión Financiera en LEB Oro hasta el final de la temporada, donde promediaría 9,8 puntos, 3,9 rebotes y 0,4 asistencias en 20 minutos por partido. 
En septiembre de 2016, firma con el Araberri Basket Club de LEB Oro para disputar la temporada 2016-17, en la que se convirtió en máximo anotador de la Liga LEB Oro.
En la temporada 2019-20, firma por el Olympique Antibes de la Campeonato de Francia de Baloncesto Pro B.
El 27 de enero de 2021, firma por el Alba Fehervar de la A Division, la máxima competición de Hungría, donde promedió 12,54 puntos en 13 partidos disputados.
El 6 de diciembre de 2021, se compromete con el MBC Mykolaiv de la Superliga de Baloncesto de Ucrania, con el que disputa 12 partidos en los que logra 15 puntos por encuentro.
El 20 de febrero de 2022, firma por el HLA Alicante de la Liga LEB Oro. Con Alicante disputa 13 partidos en los que promedia 18 puntos, 4 rebotes y casi dos asistencias por partido.
El 21 de mayo de 2022, firma por el Club Basquet Coruña de la Liga LEB Oro para reforzar al cuadro gallego en los play-offs de ascenso a Liga Endesa.
El 24 de enero de 2023, firma por el Héroes de Falcón de la Superliga Profesional de Baloncesto de Venezuela. En octubre se sumó al SLAC de Guinea como refuerzo para disputar el Africa Champions Clubs Road to BAL.
El 7 de diciembre de 2023, firma por el Club Melilla Baloncesto de la Liga LEB Oro.
El 27 de marzo de 2024, rescinde su contrato con el conjunto melillense.
El 19 de agosto de 2024, firma por el CB Zamora de Primera FEB.